# 香港賽馬會國際小輪車場

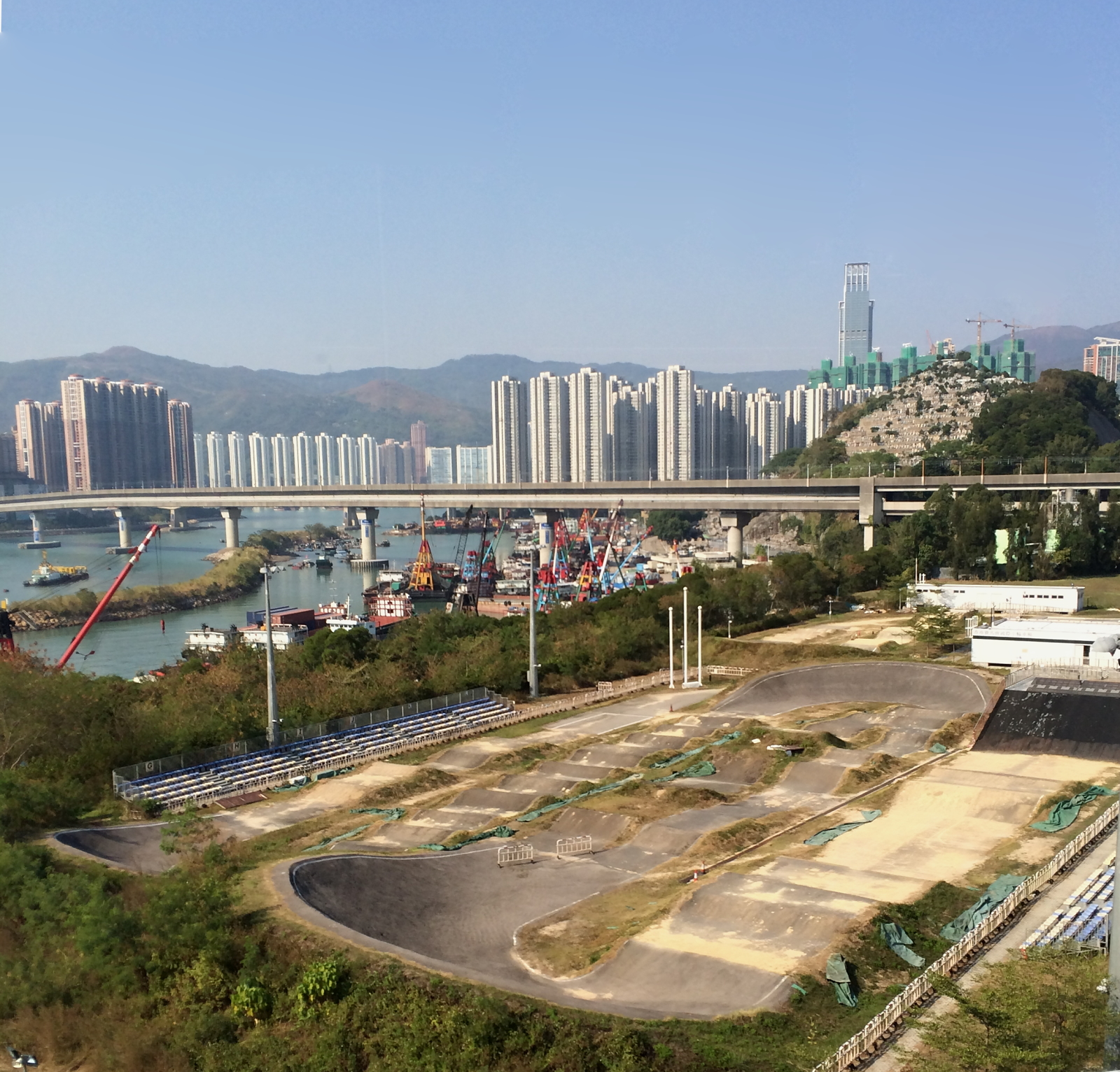
香港賽馬會國際小輪車場已日久失修

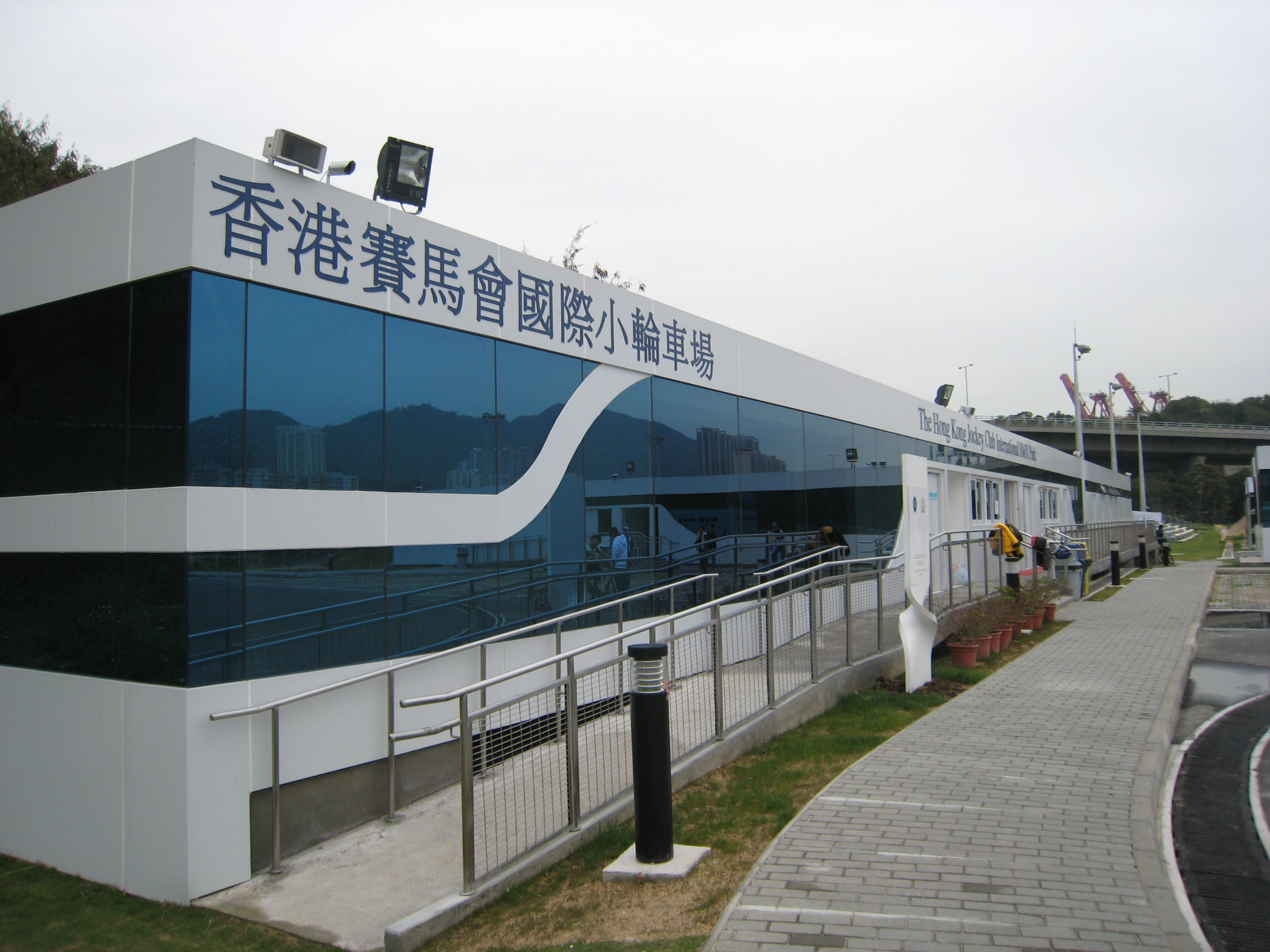
香港賽馬會國際小輪車場辦公室

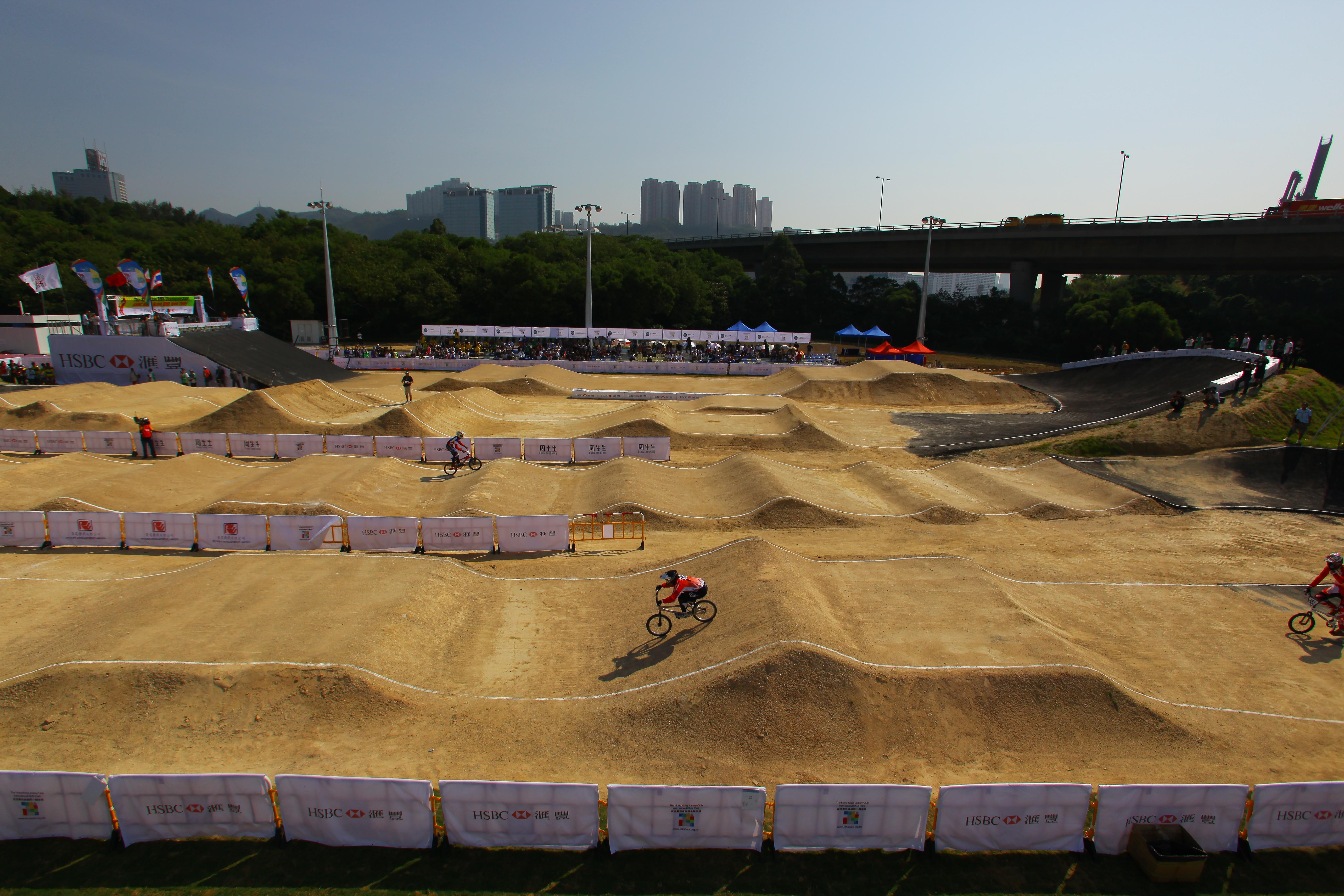
標準小輪車賽道

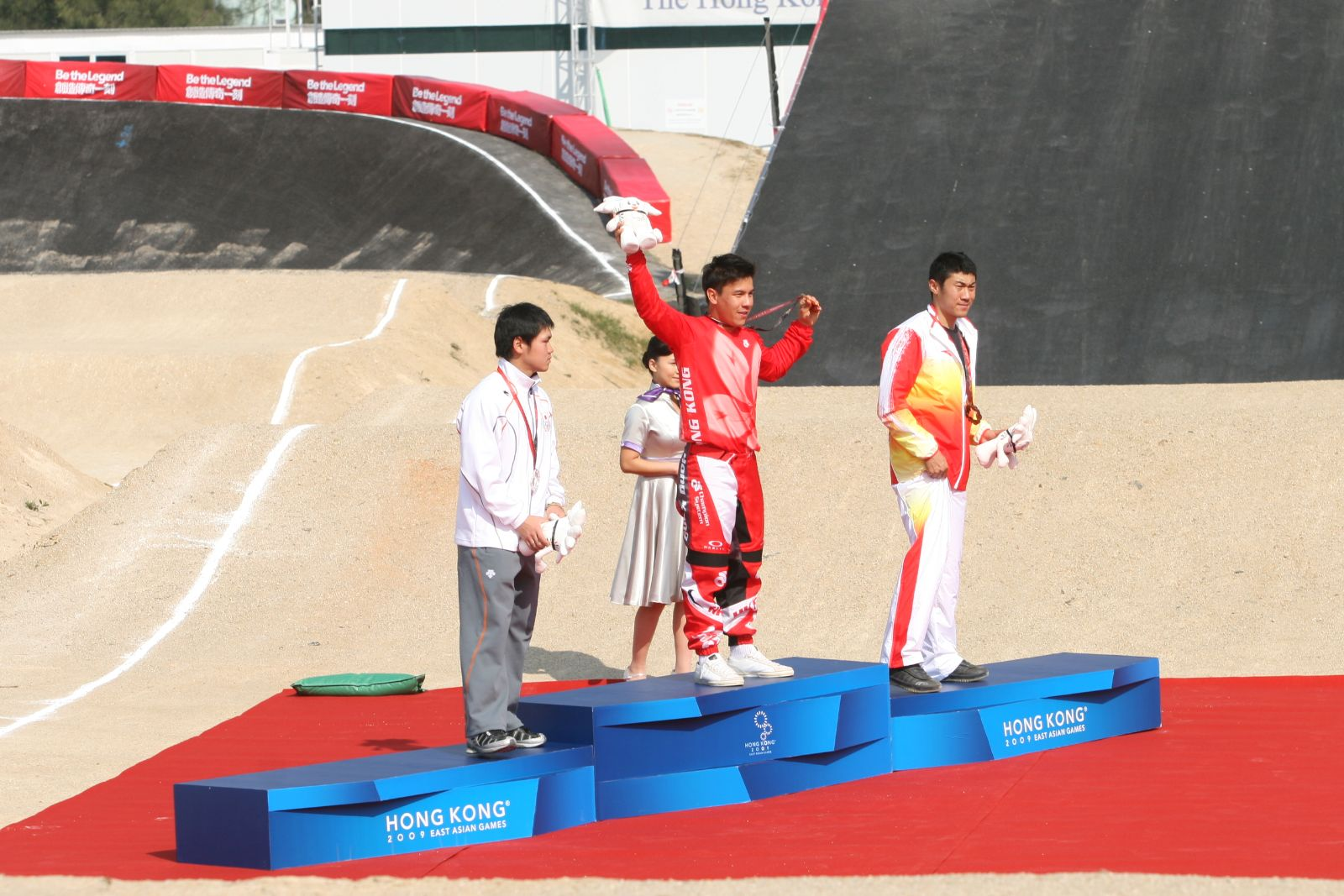
香港隊運動員王史提芬取得金牌

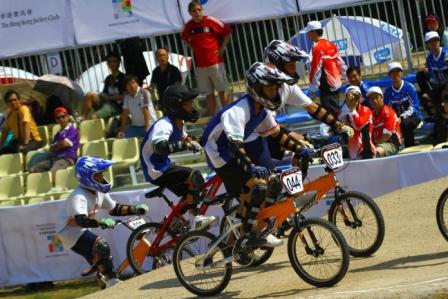
匯豐香港小輪車公開賽-外展教練校際小輪車賽

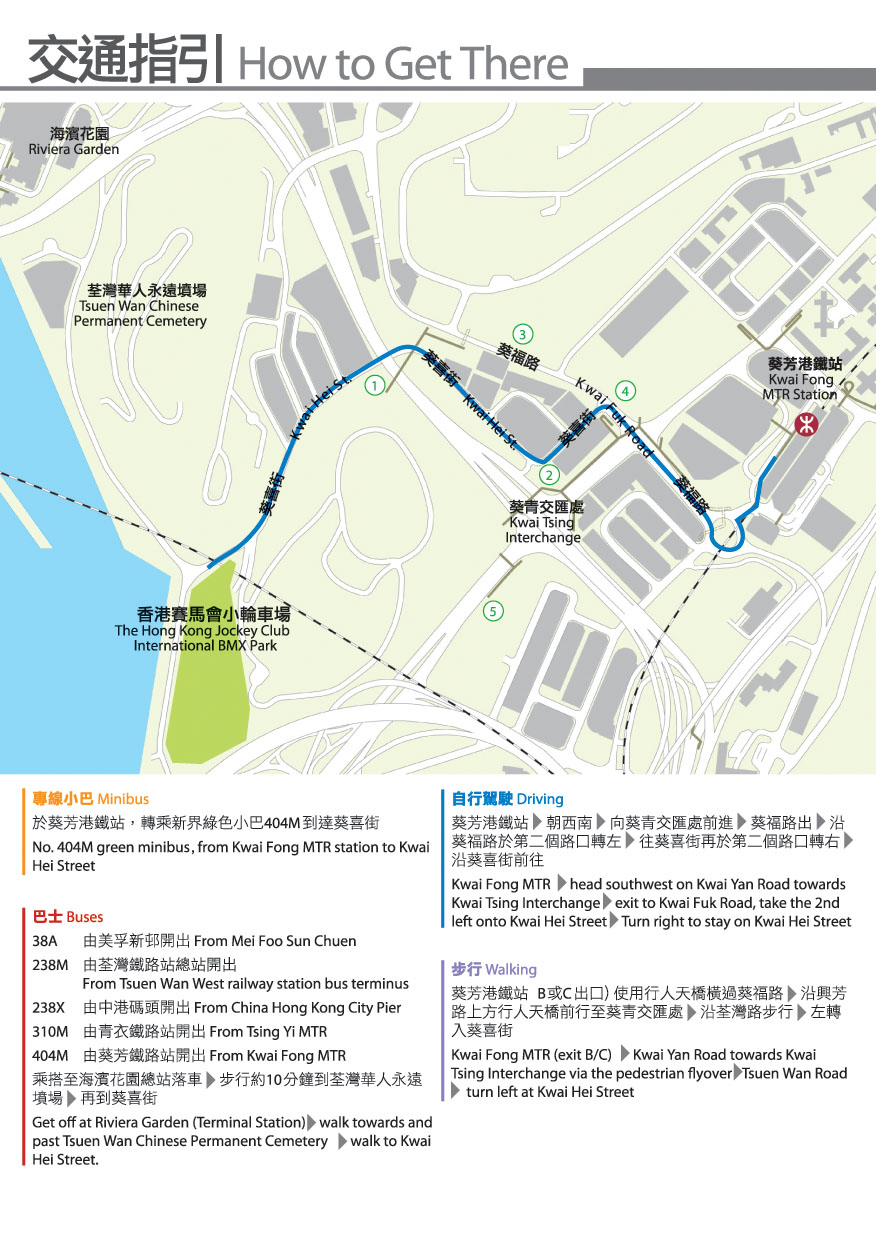
香港賽馬會國際小輪車場 - 位置圖

香港賽馬會國際小輪車場（英語：Hong Kong International BMX Park）位於香港新界葵涌第37區醉酒灣葵喜街91號，佔地39,200平方米，是香港首座及唯一一座達符國際標準的小輪車訓練及比賽場館，由香港單車聯會營運，為香港小輪車代表隊的訓練基地。

## 歷史背景
小輪車場所在地的前身屬於葵涌公園，於1992年建成，但是因為該處之前曾經堆填垃圾而產生了沼氣，公園在十多年來一直未有對外開放。至2009年初，為了配合2009年東亞運動會小輪車比賽，當局才批准將公園臨部份改建為小輪車場。車場興建工程於2009年6月17日啟動，於10月31日至11月1日落成，其後相關舉行了第4屆亞洲小輪車錦標賽暨匯豐香港小輪車公開賽2009及2009年東亞運動會單車比賽。

## 設施
興建場地費用由香港賽馬會捐助，捐助額達2,200萬港元，建成後由香港單車聯會營運。香港賽馬會國際小輪車場設施包括有一條長350米、符合國際比賽標準的小輪車泥地競速的賽道，以人造山丘作不同波浪及高台；一條60米長小輪車訓練賽道、越野車訓練賽道、並且設有食堂、管理辦公室、小型商店、單車貯物室、洗手間及更衣室、約800個永久座位的觀眾席，在需要時更可以額外容納1,000人。

## 活動
小輪車場於東亞運動會後車場開放予公眾，場內會有教練駐守，並且提供單車及相關裝備租用服務。因為安全理由，小輪車場的訓練賽道和標準賽道使用者必須持有相關的使用證，市民大眾可以透過單車聯會、小輪車場舉辦小輪車訓練班取得使用證。2010年，小輪車場舉辦了小輪車訓練班、小輪車分齡賽、小輪車校際賽、小輪車香港公開賽；越野車訓練班、山地車香港公開賽；小輪車文化活動、單車嘉年華及同樂日。

## 問題
2016年10月，有家長投訴指賽道多處出現坑洞，引致其兒子跌倒受傷，左肩胛骨斷裂，質疑賽道不符合國際標準。單車聯會其後宣布賽道由10月12日起暫停開放，分階段翻新。

## 收費
- 成人入場費：$70/天
- 學生入場費：$50/天
- 租用單車及安全裝備：$40/天
- 泊車：$30/天
- 兩小時教練安排 (包入場費﹑租用小輪車及安全裝備)：$250/位 (需預約，5位起)
- 另有通行證可供選購

## 財政
2013年3月，香港單車聯會主席梁鴻德表示，於2009年接管香港賽馬會國際小輪車場後，難以自負盈虧，虧損高達750萬港元，連帶聯會的財政亦受到拖累，陷於破產邊緣，聯會可能因而清盤。早前甚至打算將小輪車場交回香港政府，直至近日獲得有心人捐款才解決了燃眉之急。

## 交通指引
- 專線小巴
  - 葵芳港鐵站，轉乘新界綠色小巴404M到達葵喜街91號
- 步行
  - 葵芳港鐵站B或C出口＞使用行人天橋橫過葵福路＞沿興芳路上方行人天橋前行至葵青交匯處＞沿荃灣路步行＞左轉入葵喜街
- 自行駕駛
  - 葵芳港鐵站＞朝西南＞向葵青交匯處前進＞葵福路出＞沿葵福路於第二個路口轉左＞往葵喜街再於第二個路口轉右＞沿葵喜街前往91號

## 外部連結
- 2009年東亞運動會 場地
- 香港賽馬會國際小輪車場網頁
- 香港單車聯會網頁 （页面存档备份，存于）
- 香港賽馬會國際小輪車場facebook （页面存档备份，存于）
- 香港賽馬會國際小輪車場twitter （页面存档备份，存于）
- 熱血BMX：路難依然踩下去

- [三代BMX車手見證項目興衰]

1. ↑  .   [2016-10-14]. （原始内容存档于2017-08-06）. （页面存档备份，存于）
2. ↑  葵涌BMX場蝕750萬 累單車聯會財困 曾擬交回政府[永久] 《明報》 2013年3月26日